# Descangeles
Descangeles Wunderlich, 1988 è un genere di ragni fossili appartenente alla famiglia Salticidae.

## Caratteristiche
Gli esemplari finora raccolti risalgono tutti al Neogene.

## Distribuzione
L'unica specie oggi nota di questo genere è stata rinvenuta in alcune ambre dominicane della nazione omonima.

## Tassonomia
A giugno 2011, questo genere fossile comprende una specie:
- Descangeles pygmaeus Wunderlich, 1988[2] - Repubblica Dominicana
- Descangeles sp. 1-2 in Wunderlich (1988)